# Sabirabadski rajon
Sabirabadski rajon (azerski: Sabirabad rayonu) je jedan od 66 azerbajdžanskih rajona. Sabirabadski rajon se nalazi na jugu Azerbajdžana. Središte rajona je Sabirabad. Površina Sabirabadskog rajona iznosi 1.470 km². Sabirabadski rajon je prema popisu stanovništva iz 2009. imao 151.713 stanovnika, od čega su 75.019 muškarci, a 76.694 žene.
Sabirabadski rajon se sastoji od 75 općina.